# Adobe XD
Adobe XD è un software di progettazione dell'esperienza utente per app web e app mobili basato su vettori, prodotto e distribuito da Adobe all'interno della raccolta Creative Cloud.
È disponibile per macOS e Windows, anche se ci sono versioni per iOS e Android per aiutare a visualizzare in anteprima il risultato del lavoro direttamente sui dispositivi mobili. XD supporta il wireframing del sito Web e la creazione di prototipi attraverso il click o touch.

## Storia
La prima versione beta pubblica è stata distribuita per macOS come "Adobe Experience Design CC" a chiunque disponga di un account Adobe il 14 marzo 2016. Il 13 dicembre 2016 è stata resa disponibile una versione beta anche per il sistema operativo Windows.

## Caratteristiche
Adobe XD crea interfacce utente per app mobili e Web. Molte funzioni di XD erano precedentemente difficili da usare o inesistenti in altre applicazioni Adobe come Illustrator o Photoshop.
- Ripeti griglia: aiuta a creare una griglia di elementi ripetuti come elenchi e gallerie fotografiche.
- Prototipo e animazione: crea prototipi animati attraverso il collegamento di tavole da disegno. Questi prototipi possono essere visualizzati in anteprima su dispositivi mobili supportati.
- Interoperabilità: XD supporta e può aprire file da Illustrator, Photoshop, Photoshop Sketch e After Effects . Oltre ad Adobe Creative Cloud, XD può anche connettersi ad altri strumenti e servizi come Slack e Microsoft Teams per collaborare. Il software è in grado di regolare automaticamente e spostarsi senza problemi da macOS a Windows. Per motivi di sicurezza, i prototipi possono essere inviati con protezioni tramite password per garantire la completa divulgazione.[4]
- Progettazione vocale: le app possono essere progettate utilizzando i comandi vocali. Inoltre, è possibile visualizzare in anteprima anche ciò che gli utenti creano per gli assistenti intelligenti.
- Simboli: gli utenti possono creare simboli per rappresentare loghi e pulsanti. I simboli possono essere utilizzati per trascinare e rilasciare gli elementi sulle tavole da disegno e organizzarli per il riutilizzo.
- Responsive resize: il responsive resize regola e ridimensiona automaticamente immagini e altri oggetti sulle tavole da disegno. Ciò consente all'utente di regolare automaticamente i propri contenuti per schermi diversi per piattaforme di dimensioni diverse come telefoni cellulari e PC.
- Plugin: XD è compatibile con plug-in personalizzati che aggiungono funzionalità e usi aggiuntivi. I plug-in vanno dalla progettazione alla funzionalità, automazione e animazione.

## Software concorrenti
- Sketch
- Figma
- InVision Studio
- Framer
- Lunacy
- Gravit